# Macrolycus pubescens
Macrolycus pubescens is een keversoort uit de familie netschildkevers (Lycidae). De wetenschappelijke naam van de soort werd in 1929 gepubliceerd door Barovskij.